# Jean de Santeul
Jean de Santeul, también llamado Jean-Baptiste Santeul o Jean-Baptiste Santeuil, latinizado como Santolius (París, l5 de diciembre de 1630 - Dijon, l5 de agosto de 1697) fue un poeta neolatino francés.

## Biografía
Hijo de un importante ferretero, Jean de Santeul estudió en el Collège Sainte-Barbe y el Lycée Louis-le-Grand de París.Entró en la Abadía de Saint-Victor como subdiácono y nunca solicitó órdenes superiores. Su principal pasión fue la poesía latina.
Logró un gran éxito literario con su Recueil de nouvelles odes sacrées / Colección de nuevas odas sagradas dedicadas a Emmanuel-Théodose de La Tour d'Auvergne, así como con poemas que celebraban las fuentes de París inscritos en ellas y publicados en la Guide de Paris / Guía de París de Germain Brice. Encontró un émulo en Bruselas en la persona del poeta neolatino Petrus Vander Borcht, que adornaba las nuevas fachadas de las casas de la Grand-Place de Bruselas con dísticos elegíacos.
Saint-Simon cuenta en sus Memorias que murió en Dijon como resultado de una broma desagradable del duque de Borbón, quien, por mera diversión, había puesto rapé (tabaco en polvo) en su vino. Boileau decía de él que era un hombre fatuo y henchido de sí mismo porque se creía el poeta más grande del mundo. Declamaba sus versos a voz en grito en los salones de la Place Maubert. La Bruyère lo describe bajo el nombre de Théodas en su Los caracteres:

Concebid un hombre fácil, amable, servicial, tratable y, de súbito, violento, enojado, fogoso, caprichoso. Imagínense un hombre sencillo, ingenuo, crédulo, juguetón, voluble, un niño con canas; empero, dejadlo meditar o, más bien, entregarse a un genio que opera dentro de él, me atrevería a decir, sin que él participe y como sin saberlo: ¡qué brío! ¡Qué elevación! ¡qué fotos! ¡qué latinidad! -¿Estás hablando de la misma persona?- me dirás. Sí, el mismo Théodas y él solo. Llora, se inquieta, rueda por el suelo, se levanta, truena, estalla; y, en medio de esta tormenta, surge una luz que brilla y se regocija. Digámoslo sin figuras: habla como un loco y piensa como un sabio; dice cosas ridículamente verdaderas y cosas locamente cuerdas y razonables...

Santeul fue un representante destacado del latín contemporáneo en un momento en que esta lengua aún disputaba su preeminencia sobre el francés y otras lenguas vulgares. Pero en la actualidad es recordado más por ser autor del lema de la comedia clásica Castigat ridendo mores (aunque el origen de esta cita es incierto). 
Édouard Fournier escribió  en  L'Esprit des autres que esta frase fue improvisada por el actor Domenico Biancolelli (1636-1688) cuando actuaba caracterizado como Arlequín. El Dictionnaire de la Conversation / Diccionario de conversación dice lo mismo en el artículo Dominique Biancolelli. 

Nacido en Bolonia en 1640, llegó a París en 1662 con la compañía italiana que Mazarino había encargado y había adquirido una gran reputación interpretando los papeles de Arlequín. Habiendo salido del teatro estaba irreconocible, tan poco traicionaban sus modales al hombre de la farándula y, pese a los prejuicios que entonces se guardaban contra los actores, trataba con hombres de nota y mérito: así conoció a Santeuil, quien, para él, dotó al teatro del famoso Castigat ridendo mores.